# Жан-Клод Деламетері
Жан-Клод Деламетері (фр. Jean-Claude Delamétherie), також де Ла Метері, де Ламетрі (фр. de La Métherie, de Lamétherie); 4 вересня 1743, Ла-Клетт — 1 липня 1817, Париж) — французький натураліст, мінералограф, геолог і палеонтолог. Редактор журналу з фізики, хімії, історії природи та мистецтва з 1785 року. Член одного з найпрестижніших і найдавніших наукових товариств — Леопольдина у 1792 році. Був прихильником французької революції, але протистояв якобінцям і був змушений залишити Париж під час панування терору, перериваючи публікацію журналу з фізики до 1797 року.
Численні мінерали вперше були систематично описані Жаном-Клодом Деламетері. У 1795 році Деламетері вперше описав лерцоліт.

## Публікації
- Principes de la philosophie naturelle, 1777, 2nd ed. 1787.
- Vues physiologiques sur l'organisation animale et végétale, 1780 (online).
- De la nature des êtres existans, 1805 (online [Архівовано 2 вересня 2018 у Wayback Machine.]).
- Théorie de la Terre, 1795, 2nd ed. 1797; German translation (1797) Theorie der Erde, 1797 (Bd. 1 online).
- Leçons de minéralogie, 1811.
- Leçons de géologie, 1816.